# British Ecological Society
Die British Ecological Society (BES) ist die wissenschaftliche Fachgesellschaft für Ökologie im Vereinigten Königreich. Sitz der Gesellschaft ist das Charles-Darwin-Haus.
Die Gesellschaft wurde 1913 gegründet und war die erste Ökologie-Gesellschaft der Welt.
Sie hat ca. 4000 Mitglieder, 14 % davon sind Studenten. Die Mitgliedschaft steht jedem Interessierten auch außerhalb des Vereinigten Königreichs offen, so dass 38 % der Mitglieder in 92 anderen Staaten leben. Die BES gibt seit ihrer Gründung die weltweit anerkannte Zeitschrift Journal of Ecology heraus. Im Laufe der Zeit kamen Fachmagazine wie das Journal of Ecology (1913), Journal of Animal Ecology (1932), Journal of Applied Ecology (1964), Functional Ecology (1987) und Methods in Ecology and Evolution (2010) dazu. Die BES ist Mitglied bei der Dachorganisation Europäische Ökologische Föderation (EEF).